# Маслиновые
Масли́новые, или Масли́нные (лат. Oleaceae) — семейство растений, объединяющее, по современной классификации APG IV, по состоянию на декабрь 2023 года, 29 родов и 769 ботанических видов деревьев и кустарников. Наиболее известные представители семейства — ясень, маслина, сирень, жасмин. Самые распространённые роды — жасмин, линосьера (хионантус), ясень. Представители семейства встречаются по всему миру.

## Классификация
В некоторых классификациях в составе семейства выделялись два подсемейства: собственно маслиновые и жасминовые, различающиеся положениями семязачатков. В версии APG IV этот подход не поддерживается.

### Таксономическое положение
Oleaceae Hoffmanns. & Link, 1809, Fl. Portug. 1: 62
Семейство Маслиновые относится к порядку Ясноткоцветные (Lamiales) и включается в дочернюю кладу Ламииды, последовательно входящую в более крупные клады Астериды → Суперастериды → Эвдикоты → Цветковые растения. Таксономическая схема в соответствии с Системой APG IV по состоянию на декабрь 2023 года:
|  |                          |  |                                   |                        |                      |  | еще 23 семейства |          |  |           |
|  |                          |  |                                   |                        |                      |  |                  |          |  |           |
|  |                          |  |                                   | порядок Ясноткоцветные |                      |  |                  |          |  |           |
|  |                          |  |                                   |                        |                      |  |                  |          |  | 769 видов |
|  | клада Цветковые растения |  |                                   |                        | семейство Маслиновые |  |                  | 29 родов |  |           |
|  | клада Цветковые растения |  |                                   |                        |                      |  |                  | 29 родов |  |           |
|  |                          |  | ещё 63 порядка цветковых растений |                        |                      |  |                  |          |  |           |
|  |                          |  |                                   |                        |                      |  |                  |          |  |           |

### Роды
- Abeliophyllum Nakai — Абелиофиллум
- Cartrema Raf.
- Chengiodendron C.B.Shang, X.R.Wang, Yi F.Duan & Yong F.Li
- Chionanthus L. — Снежноцвет, или Снеговец
- Chrysojasminum Banfi
- Comoranthus Knobl. — Коморантус
- Dimetra Kerr — Диметра
- Fontanesia Labill. — Фонтанезия
- Forestiera Poir. — Форестьера
- Forsythia Vahl — Форсайтия
- Fraxinus Tourn. ex L. — Ясень
- Haenianthus Griseb. — Гениантус
- †Hesperelaea A.Gray — Гесперелея
- Jasminum L. — Жасмин
- Ligustrum L. — Бирючина
- Menodora Bonpl. — Менодора
- Myxopyrum Blume
- Nestegis Raf.
- Noronhia Stadman ex Thouars — Норония
- Notelaea Vent.
- Nyctanthes L. — Никтантес
- Olea L. typus — Маслина
- Osmanthus Lour. — Османтус
- Phillyrea L. — Филлирея
- Picconia DC.
- Priogymnanthus P.S.Green
- Schrebera Roxb. — Шребера
- Syringa L. — Сирень
- Tetrapilus Lour.